# Bacillus-Phage Phi29

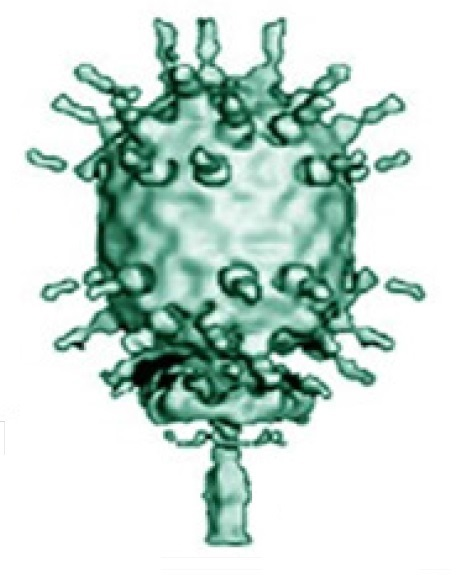
3D-Rekonstruktion von Φ29, Seitenansicht

Bacillus-Phage Phi29 (englisch Bacillus phage phi29 oder phi-29,  Φ29; Spezies Salasvirus phi29, früher Bacillus virus phi29) ist Bakterienvirus (Bakteriophage) in der Gattung Salasvirus (früher Phi29virus) der Unterfamilie Picovirinae.
Diese gehört seit 2021 zur neu eingerichteten Familie Salasmaviridae der Klasse Caudoviricetes (früher zur Familie Podoviridae der Ordnung Caudovirales).
Das Genom von Bacillus-Virus Phi29 besteht aus doppelsträngiger DNA (dsDNA). Das DNA-Molekül liegt in linearer Form vor, ist also nicht kreisförmig geschlossen.
Die natürlichen Wirte sind Bakterien der Gattung Bacillus (Bazillen), daher werden diese Viren als Bakteriophagen (oder kurz Phagen) klassifiziert.
Zur selben Spezies gehört neben dem Referenzstamm („Exemplar“) Bacillus-Phage phi-29 auch der Bacillus-Phage phi-15 (alias Bacteriophage phi-15),
zur selben Gattung Salasvirus gehören auch die Spezies Salasvirus PZA (früher Bacillus-Virus PZA) mit dem Bacillus-Phagen PZA, Salasvirus Goe6 mit dem Bacillus-Phagen vB_BveP-Goe6 und Salasvirus Gxv1 mit dem Bacillus-Phagen Gxv1;
sowie die Kandidaten „Bacillus phage BS32“, „Bacillus phage M2“ und „Bacillus phage M2Y.“
Die Φ29-Phagen sind die kleinsten bisher isolierten Bacillus-Phagen und gehören zu den kleinsten bekannten dsDNA-Phagen.

## Aufbau

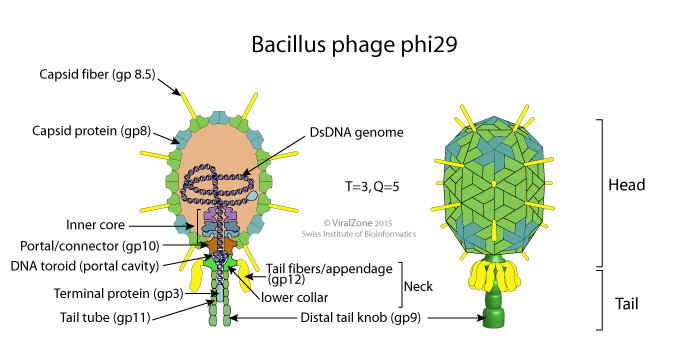
Schemazeichnung eines Virusteilchens von Bacillus-Phage Phi29 (Querschnitt und Seitenansicht)

Die Virionen (Virusteilchen) von Φ29 haben eine Kopf-Schwanz-Struktur mit einem ikosaedrischen „Kopf“ und einem kurzen „Schwanz“, durch den nach der Infektion das viruseigene Erbmaterial (die lineare dsDNA) ins Zellinnere des Wirtsbakteriums gelangt.
Der Kopf (Kapsid) hat eine leicht längliche Form von 45 × 54 nm, er hat eine Symmetrie mit Triangulationszahl T=3, Q=5.
Der Schwanz ist nicht kontraktil mit einem „Kragen“ aus 25 Anhängseln in der Nackenregion. Am Kopf befinden sich 25 Fibrillen, die aber in manchen Laborstämmen verloren gegangen sind. Diese Strukturen dienen dazu, die Wirtszelle zuerkennen und sich an ihr anzuheften.

## Genom
Das Genom besteht wie allgemein in der Gattung Salsavirus aus einem einzigen linearen Stück (Segment) doppelsträngiger DNA mit einer Länge von 16 bis 20 kbp und kodiert etwa 20 bis 30 Gene.

## Vermehrungszyklus
Der folgende Ablauf folgt im Wesentlichen der Beschreibung auf ViralZone:
- Zunächst lagert such der Phage mit Hilfe der Schwanzfibrillen an das Wirtsbakterium an.
- Danach wird die viruseigene DNA durch den Schwanz in das Zellplasma der Wirtszelle injiziert.
- Anschließend erfolgt Transkription (Ablesen der DNA und Erzeugen einer Messenger-RNA – mRNA) und Translation (Erzeugen eines Proteins aus der mRNA) einiger „früher“ Gene des Virus.
- Es folgt die Replikation des DNA-Genoms per Strangversetzung (englisch strand displacement)[7] durch die virale DNA-Polymerase (φ29-DNA-Polymerase).[8]
- Die Transkription und Translation von „späten“ Genen steht in der Schlussphase der Genexpression.
- In der darauf folgenden Assemblierungsphase werden zunächst die „Procapside“ zusammengesetzt. Dies sind die noch leeren, nicht mit Nukleinsäure – DNA oder RNA – bzw. Nukleoprotein gefüllten Kapside der
- Das Genom wird verpackt (englisch viral genome packaging), Details dazu siehe unten.
- Das Anheften des Schwanzes an die Kapside schließt die Assemblierung ab.
- Die reifen Virionen werden schließlich per Lyse (Platzen und Tod der Wirtszelle) freigesetzt.

## Systematik
Einige früher für Phi29likevirus, d. h. Salasvirus, vorgeschlagene Vertreter finden sich inzwischen in anderen Gattungen (verbliebene Vorschläge in Anführungszeichen). Damit ist die Systematik der näheren Verwandtschaft von Phage Φ29 mit Stand Mai 2024 wie folgt:

### Äußere Systematik
Ordnung: Caudoviricetes, Morphotyp: Podoviren
- Familie Salasmaviridae

- Unterfamilie Picovirinae

- Gattung Salasvirus (veraltet Phi29virus, Phi29likevirus, Phi29-like viruses)
  - Spezies Salasvirus Goe6 mit Bacillus-Phage vB_BveP-Goe6
  - Spezies Salasvirus Gxv1 mit Bacillus-Phage Gxv1 (Gxv1)
  - Spezies  Salasvirus phi29 (Bacillus-Virus phi29) mit Bacillus-Phage phi29 (Φ29, alias phi-29), weitere Vertreter siehe unten
  - Spezies  Salasvirus PZA mit Bacillus-Phage PZA
  - Spezies „Bacillus-Phage BS32“ (BS32)
  - Spezies „Bacillus-Phage M2“ (M2)
  - Spezies „Bacillus-Phage M2Y“ (M2Y)

- Gattung Bahkauvirus
  - Spezies Bahkauvirus chedec mit Bacillus-Phage Chedec 11

- Gattung Beecentumtrevirus
  - Spezies Beecentumtrevirus B103 (Bacillus-Virus B103) mit Bacillus-Phage B103 (B103)
  - Spezies Beecentumtrevirus Goe1 mit Bacillus-Phage vB_BsuP-Goe1
  - Spezies Beecentumtrevirus Nf mit Bacillus-Phage Nf
  - Spezies „Bacillus phage SF5“ („Bacillus-Phage SF5“, SF5)

- Unterfamilie Tatarstanvirinae

- Gattung Gaunavirus
  - Spezies Gaunavirus GA1 mit Bacillus-Phage GA1 (GA1, GA-1)
  - Spezies Gaunavirus SRT01hs mit Bacillus-Phage SRT01hs
  - Spezies Gaunavirus syybuna mit Bacillus-Phage vB_BaeroP_SYYB1

- Gattung Karezivirus
  - Spezies Karezivirus karezi mit Bacillus-Phage Karezi

Die Spezies Kurthia-Virus 6 (en. Kurthia virus 6) der Gattung Salasvirus wurde vom ICTV gestrichen, da ohne Beleg.

### Synonyme
Synonyme für den Bacillus-Phagen phi29 sind nach NCBI:
- Bacillus phage phi-29
- Bacillus phage phi29 (gem. ICTV Virus Metadata Re$#x200B;source, VMR)
- Bacillus subtilis phage phi29
- Bacteriophage phi-29
- Phage phi-29

### Vertreter der Spezies
Mitglieder der Spezies Salasvirus phi29 sind nach NCBI:
- Bacillus phage BSTP4
- Bacillus phage BSTP6
- Bacillus phage phi29 (Referenz oder „Exemplar“)
- Phage phi-15 (Φ15) alias Bacteriophage phi-15

## Bakteriophagen-pRNA
Während der Replikation wird wie bei anderen linearen dsDNA-Viren das virale Genom in das zuvor gebildete virale Prokapsid verpackt. Die genauen Vorgänge wurden beispielhaft am Phagen Φ29 erforscht:
Die Verpackung von DNA in das Procapsid erfordert einen molekularen Motor, der Adenosintriphosphat (ATP) als Energie verwendet, um die eigentlich energetisch ungünstige Bewegung zu bewerkstelligen.
Wie bei einigen anderen Bakteriophagen auch ist ein wesentlicher Bestandteil dieses Motors ein RNA-Molekül, das als pRNA (englisch packaging RNA) bezeichnet wird. Es handelt sich dabei um eine spezielle Form nicht-kodierender RNA (englisch non-coding RNA, ncRNA), da diese nicht wie sonst Proteine kodiert.
Strukturanalysen dieses Verpackungsmotors haben gezeigt, dass das pRNA-Molekül eine fünffache Symmetrie aufweist, wenn es an das Procapsid gebunden ist.
Es wird angenommen, dass die pRNA durch das Kapsid-Konnektor-Protein (englisch capsid connector protein) gebunden ist.
Nur die ersten 120 Basen der pRNA sind für die Verpackung der viralen DNA essentiell.
Vermutlich besteht die pRNA aus zwei Abschnitten (Domänen), von denen der eine den ersten 120 Basen und der zweite den verbleibenden 50 Basen entspricht.

## Verwendung
Die φ29-DNA-Polymerase wird zu verschiedenen Methoden der isothermen DNA-Amplifikation wie dem Gibson Assembly und der Multidisplacement Amplification verwendet.